# .45コルト弾
.45コルト弾は1872年に開発されたアメリカ陸軍に採用された拳銃弾である。

## 概要
開発された当初はガンパウダーには黒色火薬を使用していたが、後に無煙火薬を使用する弾も作られるようになった。
1904年には.45コルト弾を半自動拳銃で使えるようにリムレス化(弾の薬莢を削り直径と底辺を同じにする事)した.45ACP弾が開発された。
開発年こそ1872年と140年以上前だが、現在でもこの弾を使用する銃が存在するため、生産が行われている。

## 使用する銃
- コルト・シングル・アクション・アーミー
- コルト・ニューサービス
- コルト・アナコンダ
- レミントン1875
- スタームルガー・ブラックホーク
- スタームルガー・バッケロ
- スタームルガー・レッドホーク
- トーラス・ジャッジ
- S&W ガバナー